# Spoorlijn Nienburg - Rahden
De spoorlijn Nienburg - Rahden is een Duitse spoorlijn in Nedersaksen en Noordrijn-Westfalen en is als spoorlijn 1743 onder beheer van DB Netze.

## Geschiedenis
Het traject werd door de Preußische Staatseisenbahnen geopend op 15 januari 1910.  

## Treindiensten
Het gedeelte tussen Nienburg en Liebenau is in gebruik voor goederenvervoer naar de haven van Liebenau. Het gedeelte tussen Uchte een Rahden is gedurende zomermaanden in gebruik als museumlijn.

## Aansluitingen
In de volgende plaatsen is of was er een aansluiting op de volgende spoorlijnen:
Nienburg (Weser)
DB 1740, spoorlijn tussen Wunstorf en Bremerhaven
DB 1741, spoorlijn tussen Nienburg en Minden
aansluiting Lohe
DB 1744, spoorlijn tussen de aansluiting Lohe en Diepholz
Uchte
DB 9290, spoorlijn tussen Minden en Uchte
Rahden (Kr Lübbecke)
DB 2982, spoorlijn tussen Bünde en Bassum